# 加藤鐐造

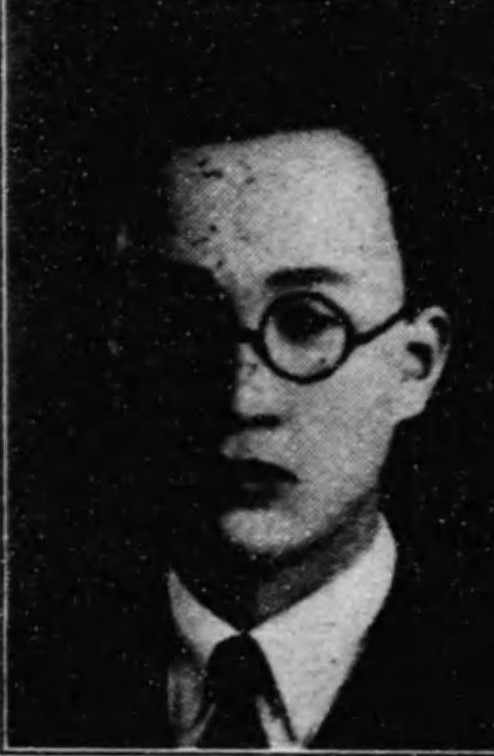
加藤鐐造

加藤 鐐造（かとう りょうぞう、1899年（明治32年）8月15日 - 1971年（昭和46年）7月5日）は、日本の労働運動家、政治家。衆議院議員（5期）。

## 経歴
岐阜県土岐郡妻木村（現土岐市妻木町）で生まれる。1919年、名古屋中学校を卒業。
日本労農党に加わり、1930年、全国労農大衆党岐阜県連書記長となる。その他、妻木村会議員、同町会議員、岐阜県会議員、同参事会員を歴任。1937年4月、第20回衆議院議員総選挙に岐阜県第三区から社会大衆党所属で出馬し当選した。
戦後、日本社会党に加わる。1946年4月、第22回総選挙で岐阜県選挙区から出馬して当選。以後、第24回、第26回、第28回総選挙で岐阜県第2区から当選し、衆議院議員を通算五期務めた。この間、日本社会党中央執行委員、同党組織部長、同総務局長、同組織拡大委員長、社会クラブ代議士会長などを歴任。
1960年、民主社会党の結成に加わり、同国会議員団副団長を務めた。
1969年秋の叙勲で勲二等瑞宝章受章（勲四等からの昇叙）。
1971年7月5日死去、71歳。死没日をもって正四位に叙される。